# 37 Aquarii
37 Aquarii, som är stjärnans Flamsteed-beteckning, är en ensam stjärna belägen i den mellersta delen av stjärnbilden Vattumannen. Den har en skenbar magnitud på 6,64  och kräver åtminstone en handkikare för att kunna observeras. Baserat på parallaxmätning inom Hipparcosuppdraget på ca 7,3 mas, beräknas den befinna sig på ett avstånd på ca 450 ljusår (ca 140 parsek) från solen. Den rör sig bort från solen med en heliocentrisk radialhastighet på ca 0,6 km/s.

## Egenskaper
37 Aquarii är en orange till röd jättestjärna av spektralklass G8 III. Den har en radie som är ca 9 gånger större än solens och utsänder från dess fotosfär ca 56 gånger mera energi än solen vid en effektiv temperatur av ca 4 700 K.